# Coal Chamber
Coal Chamber – amerykańska grupa wykonująca muzykę z pogranicza nu metalu i metalu alternatywnego.

## Historia

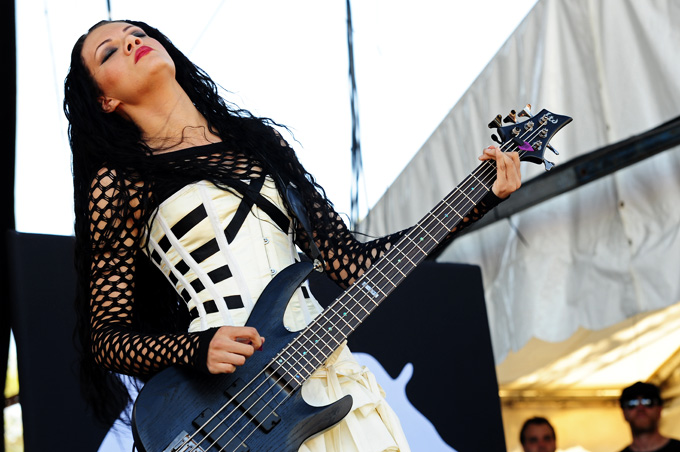
Chela Rhea Harper, 2012

Zespół powstał na początku 1994 roku w Los Angeles, jego założycielami byli Miguel Rascon oraz Bradley Fafara. Bradley odpowiedział na umieszczone w lokalnej gazecie ogłoszenie Miguela. Wkrótce do zespołu dołączyli perkusista Mike Cox oraz basistka Rayna Ross.
Po niedługim czasie wydali płytę demo i ich bardzo znany kawałek o nazwie „Loco”. Wtedy właśnie zespołem zainteresował się Dino Cazares (gitarzysta Fear Factory i Brujeria) oraz producent Ross Robinson. W połowie 1994 r. przygotowany do podpisania był już kontrakt płytowy, niefortunnie jednak na drogę sławy wkroczyła żona Fafary, której nie podobało się, że mąż angażuje się z takim zapałem w zespół.
Grupa Coal Chamber zawiesiła działalność na okres pół roku. Kłótnie Fafary oraz jego żony ciągnęły się w nieskończoność aż w końcu ich małżeństwo się rozpadło. W końcu zespół podpisał kontrakt płytowy z wytwórnią Roadrunner. Debiutancka płyta sprzedawała się znakomicie. Podobnie było z drugą płytą „Chamber Music”, która jest często uważana za najlepszy album grupy. na krążku tym znalazł się m.in. utwór „Shock The Monkey”, z gościnnym udziałem Ozzy Osbourne’a. W maju 2002 roku miał premierę trzeci już album grupy „Dark Days”. W tym też roku doszło do dość poważnych zmian personalnych w zespole. Mianowicie odeszła Rayna, a jej miejsce zajęła Nadja. W 2003 roku zespół zakończył swoją działalność.
W drugiej połowie 2011 grupa wznowiła działalność. W październiku 2014 Dez Fafara zawiesił działalność grupy DevilDriver (założonej w 2002 po ustaniu Coal Chamber), z zamiarem skupienia się na pracy w Coal Chamber. W grudniu 2014 poinformowaniu o pracach wykończeniowych nad nowym albumem grupy, który wyprodukował Mark Lewis, nakładem wytwórni Napalm Records.

## Muzycy
Obecny skład

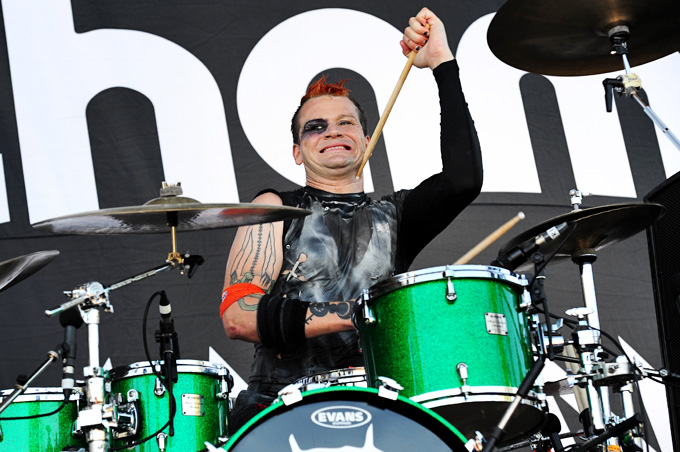
Mike Cox, 2012

- Dez Fafara – śpiew (1994–2003, 2011-)
- Miguel Rascon – gitara (1994–2003, 2011–)
- Mike Cox – perkusja (1994–2003, 2011–)
- Nadja Peulen – gitara basowa (1999–2001, 2002–2003, 2013–)

Byli członkowie
- Rayna Foss – gitara basowa (1994–2002)
- John Thor – perkusja (1994)
- Chela Rhea Harper – gitara basowa (2011–2013)

## Dyskografia
Albumy
| Coal Chamber                | - Data: 11 lutego 1997 - Wydawca: Roadrunner Records  | –  | 76  | –  | –  | - USA: 500 tys.+ | - USA: złota płyta |
| Chamber Music               | - Data: 7 września 1999 - Wydawca: Roadrunner Records | 22 | 21  | 70 | 29 | - USA: 114 tys.+ |                    |
| Dark Days                   | - Data: 7 maja 2002 - Wydawca: Roadrunner Records     | 34 | 43  | 69 | –  |                  |                    |
| Rivals                      | - Data: 19 maja 2015 - Wydawca: Napalm Records        | 82 | 116 | –  | –  | - USA: 7 tys.+   |                    |
| „–” album nie był notowany. |                                                       |    |     |    |    |                  |                    |

Kompilacje
| Tytuł                    | Dane dot. albumu                                       |
| ------------------------ | ------------------------------------------------------ |
| Giving the Devil His Due | - Data: 19 sierpnia 2003 - Wydawca: Roadrunner Records |
| The Best of Coal Chamber | - Data: 10 sierpnia 2004 - Wydawca: Roadrunner Records |